# Рыбачий (Калининградская область)
Рыба́чий, до 1946 г. Росситтен (нем. Rossitten) — посёлок в Зеленоградском районе Калининградской области, на побережье Куршского залива Балтийского моря. Расположен на Куршской косе в 43 км от Зеленоградска. Входит в состав Зеленоградского городского округа. Население — 839 чел. (2010).
В Рыбачьем находится административный центр национального парка «Куршская коса».

## История

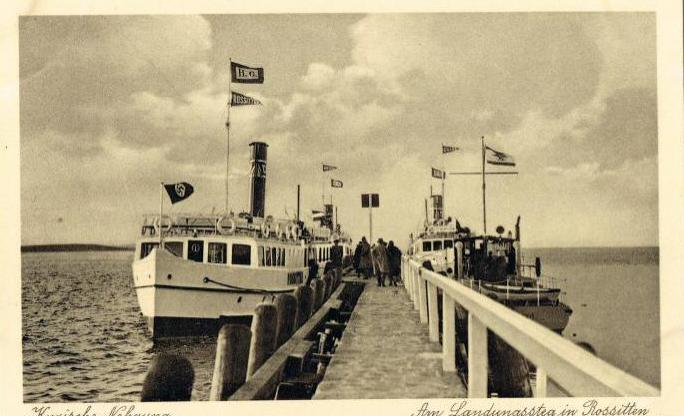
Причал на Куршском заливе, не ранее 1935 года

До прихода рыцарей Тевтонского ордена на месте современного поселка Рыбачьего на Kоpaлловых горах существовало укрепленное прусское поселение. Рыбачий был первым местом на Куршской косе, получившим статус прихода. Началом истории посёлка считается 1372 год, когда тевтонскими рыцарями был основан замок Росситтен (с часовней). Название предположительно происходит от прусского слова rosita («роса»).
Около 1422 года замок Росситтен потерял первоначальное военное значение. В 1507 году замок за ненадобностью жители покинули. До нашего времени он не сохранился. Этот замок является местом действия повести Гофмана «Майорат» (1817). Само имение в XVIII—XIX веках принадлежало Финкенштейнам.
Церковь на Кирхенштрассе в Росситтене упоминалась в 1605 году. В 1873 году по проекту архитектора Тишлера была построена церковь из кирпича с колоколом на фронтоне.
В результате бесконтрольной вырубки лесов в окрестностях Росситтена к нему достаточно близко подошли подвижные дюны. Работами по укреплению дюн, которые велись в 1877—1882 годах, руководил дюнный инспектор Франц Эфа, а целевого финансирования проекта добился главный лесничий из Кенигсберга, Мюллер. В его честь на самой высокой точке дюны Брухберг, высота Мюллера, был установлен памятный камень, сохранившийся до начала XXI века.
В 1846 году в Росситтене насчитывалось 36 домов, в которых проживало 237 человек; в 1871 году насчитывалось 45 домов, в которых проживало 316 человек. В 1873 году в поселке была освящена кирха. В 1901 году в Росситтене Иоганнесом Тиннеманном была основана первая в мире орнитологическая станция на пути перелета птиц. В 1905 году в Росситтене проживало 477 человек, в 1939 году — 691 человек.
С 24 октября 1922 года по 18 января 1945 года в Росситтене существовала знаменитая Росситтенская планерная школа, получившая в 1936 году статус имперской. С Росситтеном связаны первые шаги планеризма: в 1920-е годы поблизости проходили испытания «летающих крыльев» под эгидой первого в мире общества планеристов Rhön-Rossitten Gesellschaft (RRG), которое в то время возглавлял Александр Липпиш.
2.02.1945 Росситтен взят войсками 4-й ударной армии.
После Второй мировой войны по решению Потсдамской конференции Росситтен оказался на территории, отошедшей СССР. 17.06.1947 Росситтен был переименован в посёлкок городского типа Рыбачий. Преобразован в сельский населённый пункт в 2005 году.
В 1956 году в Рыбачьем была открыта Биологическая станция Зоологического института РАН, офис которой расположился в здании немецкой гостиницы на берегу Куршского залива.
21 августа 1999 года на территории национального парка «Куршская коса» в честь первого мирового рекорда планериста Фердинанда Шульца была торжественно открыта памятная доска.
С 2006 до 1 января 2016 года Рыбачий находился в составе сельского поселения Куршская коса и являлся его административным центром.

## Климат
Климат Рыбачьего переходный от умеренно-морского к умеренно континентальному с мягкой зимой и относительно прохладным летом. Среднегодовая температура воды +10 °C.
- Среднегодовая температура воздуха — 8,5 °C
- Относительная влажность воздуха — 72,5 %
- Средняя скорость ветра — 5,7 м/с

| Среднесуточная температура воздуха в Рыбачьем по данным NASA | Среднесуточная температура воздуха в Рыбачьем по данным NASA | Среднесуточная температура воздуха в Рыбачьем по данным NASA | Среднесуточная температура воздуха в Рыбачьем по данным NASA | Среднесуточная температура воздуха в Рыбачьем по данным NASA | Среднесуточная температура воздуха в Рыбачьем по данным NASA | Среднесуточная температура воздуха в Рыбачьем по данным NASA | Среднесуточная температура воздуха в Рыбачьем по данным NASA | Среднесуточная температура воздуха в Рыбачьем по данным NASA | Среднесуточная температура воздуха в Рыбачьем по данным NASA | Среднесуточная температура воздуха в Рыбачьем по данным NASA | Среднесуточная температура воздуха в Рыбачьем по данным NASA | Среднесуточная температура воздуха в Рыбачьем по данным NASA |
| Янв                                                          | Фев                                                          | Мар                                                          | Апр                                                          | Май                                                          | Июн                                                          | Июл                                                          | Авг                                                          | Сен                                                          | Окт                                                          | Ноя                                                          | Дек                                                          | Год                                                          |
| 0,6 °C                                                       | 0,2 °C                                                       | 2,0 °C                                                       | 6,2 °C                                                       | 11,0 °C                                                      | 14,5 °C                                                      | 17,5 °C                                                      | 18,1 °C                                                      | 14,3 °C                                                      | 10,1 °C                                                      | 4,8 °C                                                       | 1,7 °C                                                       | 8,5 °C                                                       |
| ------------------------------------------------------------ | ------------------------------------------------------------ | ------------------------------------------------------------ | ------------------------------------------------------------ | ------------------------------------------------------------ | ------------------------------------------------------------ | ------------------------------------------------------------ | ------------------------------------------------------------ | ------------------------------------------------------------ | ------------------------------------------------------------ | ------------------------------------------------------------ | ------------------------------------------------------------ | ------------------------------------------------------------ |

| Температура воды Рыбачьего | Температура воды Рыбачьего | Температура воды Рыбачьего | Температура воды Рыбачьего | Температура воды Рыбачьего | Температура воды Рыбачьего | Температура воды Рыбачьего | Температура воды Рыбачьего | Температура воды Рыбачьего | Температура воды Рыбачьего | Температура воды Рыбачьего | Температура воды Рыбачьего | Температура воды Рыбачьего |
| Янв                        | Фев                        | Мар                        | Апр                        | Май                        | Июн                        | Июл                        | Авг                        | Сен                        | Окт                        | Ноя                        | Дек                        | Год                        |
| 0,8 °C                     | 0,8 °C                     | 2,2 °C                     | 7,8 °C                     | 14,8 °C                    | 18,7 °C                    | 20,6 °C                    | 20,4 °C                    | 16,0 °C                    | 10,7 °C                    | 4,9 °C                     | 1,6 °C                     | 10,0 °C                    |
| -------------------------- | -------------------------- | -------------------------- | -------------------------- | -------------------------- | -------------------------- | -------------------------- | -------------------------- | -------------------------- | -------------------------- | -------------------------- | -------------------------- | -------------------------- |

## Население
| 1959 | 1970 | 1979 | 1989 | 2002 | 2010 |
| ---- | ---- | ---- | ---- | ---- | ---- |
| 1128 | ↘751 | ↗779 | ↗806 | ↗960 | ↘839 |

## Экономика
В послевоенное время основой экономики посёлка было рыболовство. В посёлке, на стороне Куршского залива, имеется причал для рыбацких судов. В последние годы всё более важной отраслью местной экономики становится туризм (заведения общественного питания, продажа сувениров). Практически все туристические маршруты, проходящие по Куршской косе, делают остановку в Рыбачьем.

## Наука
В Рыбачьем действует Биологическая станция «Рыбачий» Зоологического института Российской Академии наук, основанная в 1956 г. Львом Осиповичем Белопольским. Она продолжает работу немецкой орнитологической станции Росситтен, основанной в 1901 году орнитологом Иоганнесом Тинеманном. Биологическая станция занимается изучением миграций, гнездовой биологии и дисперсии птиц.

## Достопримечательности

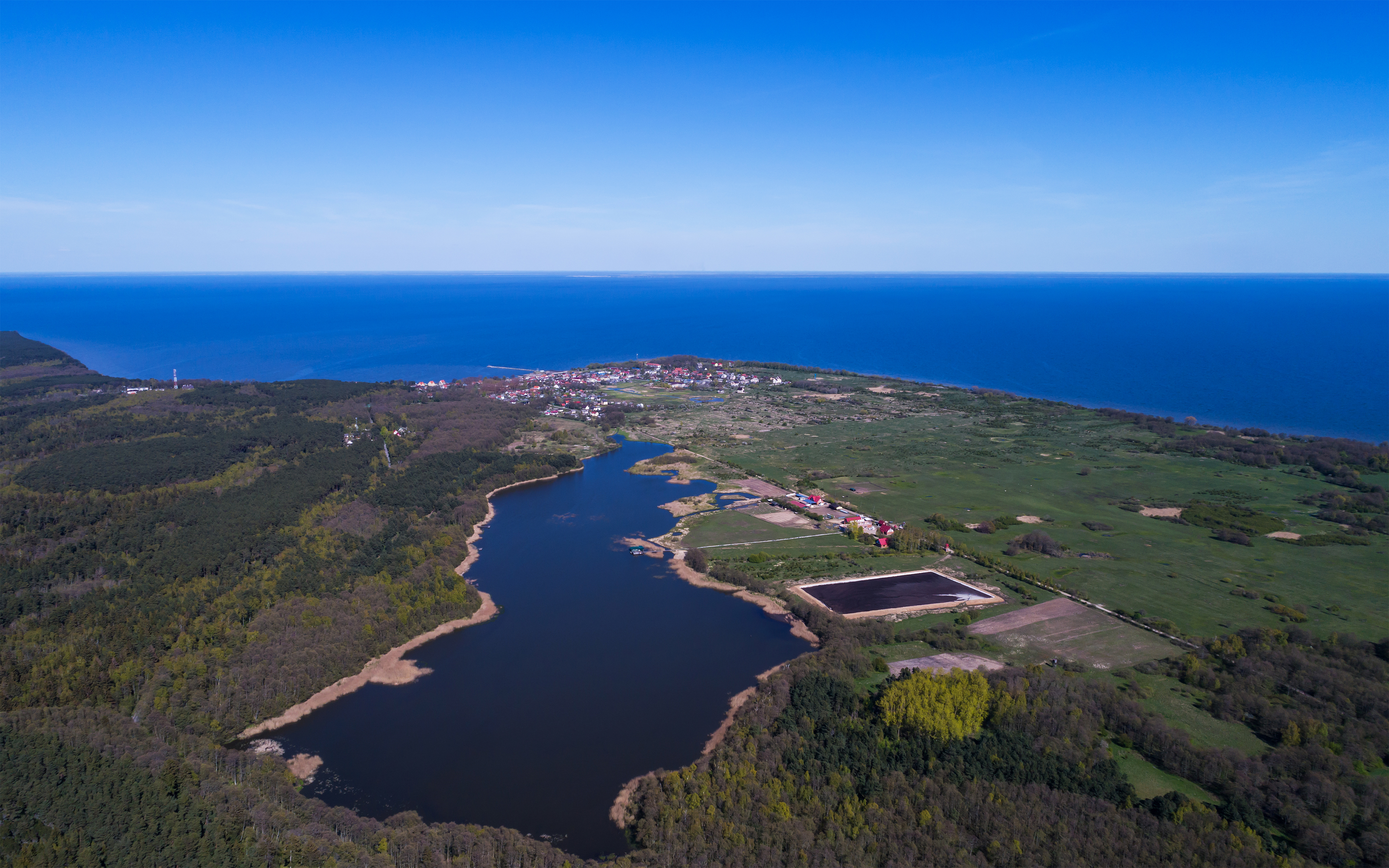
Озеро Чайка, на заднем плане — посёлок Рыбачий и Куршский залив

Неподалёку от посёлка находится озеро Чайка.
В Рыбачьем сохранилась бывшая лютеранская кирха 1873 года постройки. Сейчас в этом здании располагается православный храм святого Сергия Радонежского.
На местном кладбище находятся могилы двух выдающихся людей, связанных с посёлком: Франца Эфа и Иоганнеса Тинеманна.

## Знаменитые жители
- Франц Эфа прославился тем, что предложил способ остановки блуждающих дюн, а именно озеленение дюн. Для этой цели он высаживал в песок горные сосны, завезённые из Дании. В итоге ему удалось остановить надвигающие на посёлок дюны и спасти его (несколько посёлков исчезли, будучи погребены под песками). Одна из дюн косы носит название дюны Эфа.
- Иоганнес Тинеманн по образованию был богословом, но прославился как орнитолог и деятель охраны природы. Он впервые посетил Куршскую косу в 1896 году, а в 1901 году стал первым директором первой в мире орнитологической станции. Он был одним из первых, кто стал кольцевать птиц для изучения их миграций и других сторон биологии, и первым, кто стал кольцевать птиц в большом количестве. Росситтенская станция была также первым в мире центром кольцевания птиц. Сейчас в Рыбачьем на доме, где жил Тинеманн, нынешними обитателями дома в частном порядке установлена памятная доска.

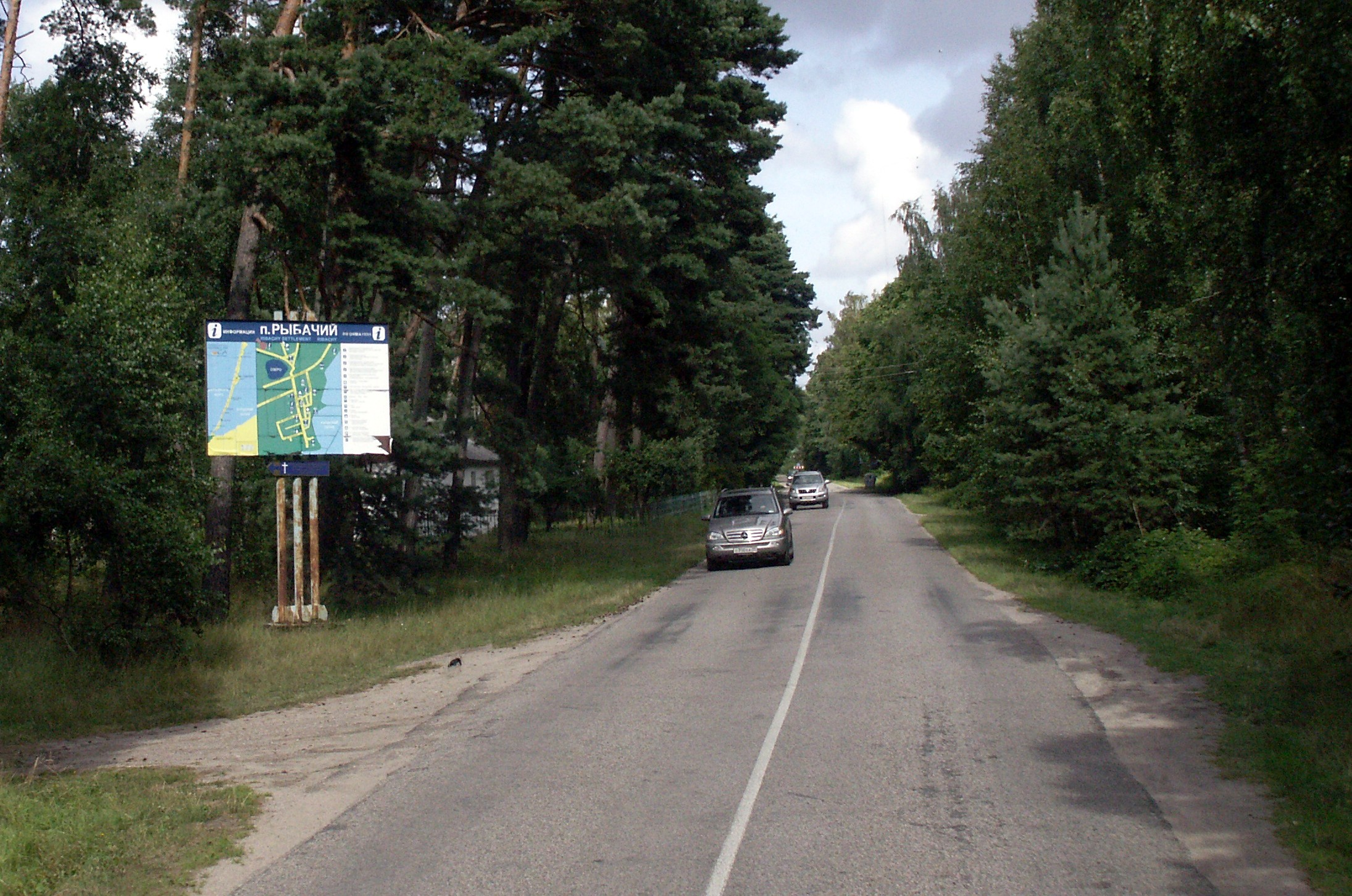
Шоссе на Куршской косе у въезда в посёлок Рыбачий
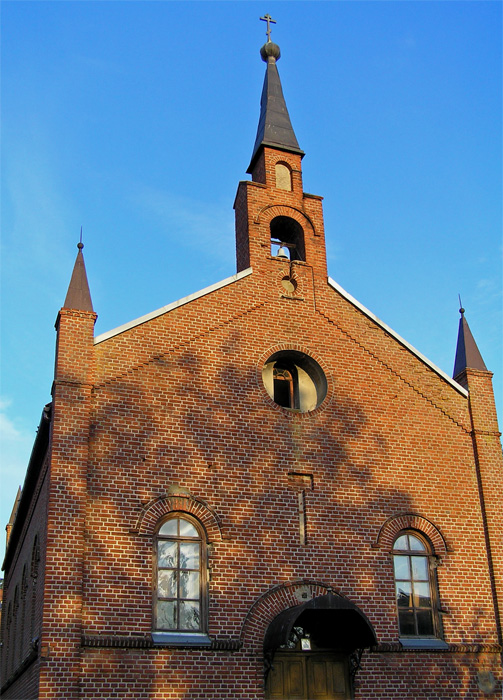
Бывшая лютеранская кирха, ныне храм Сергия Радонежского
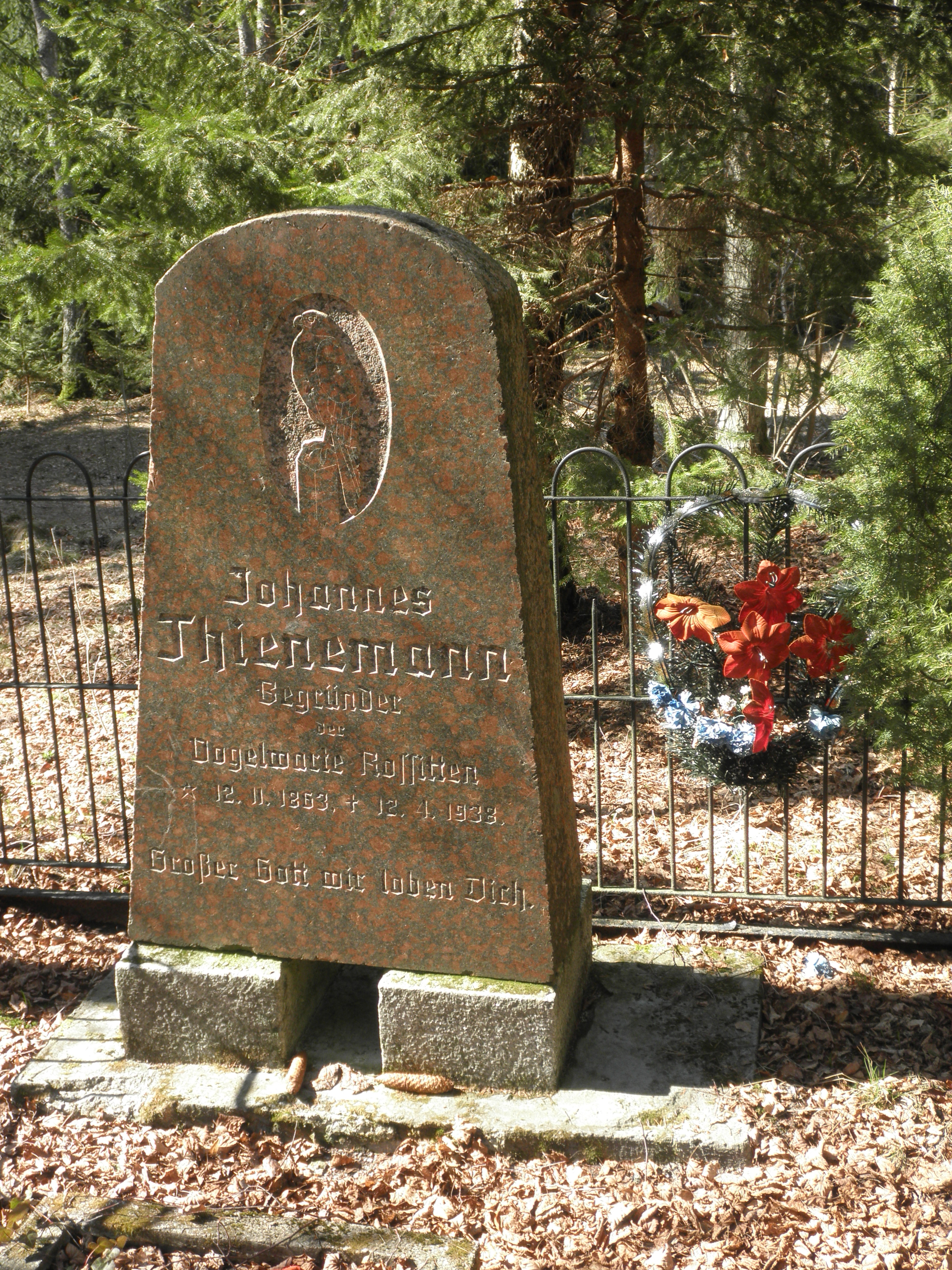
Могила Иоганнеса Тинеманна
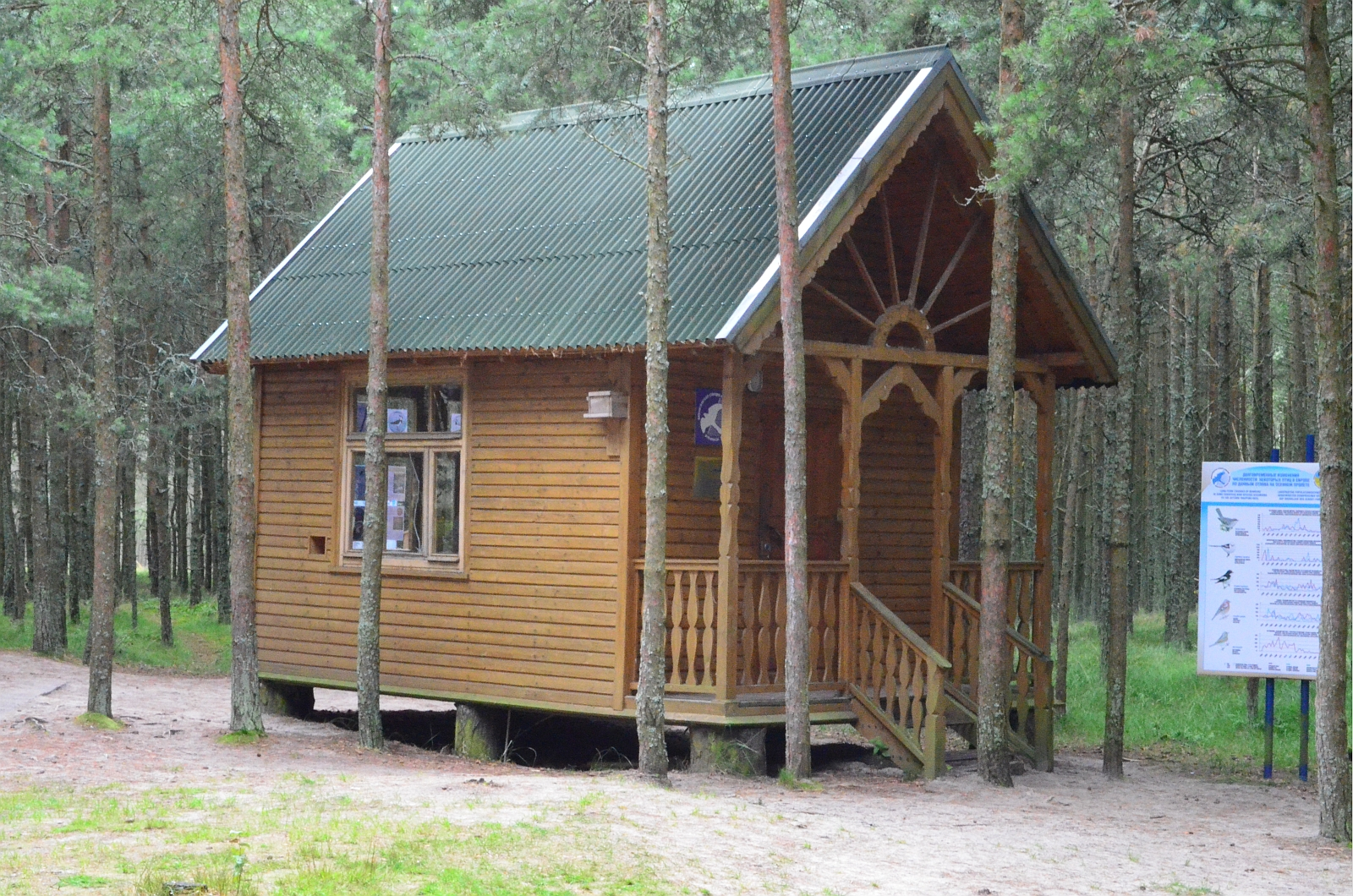
На орнитологической станции
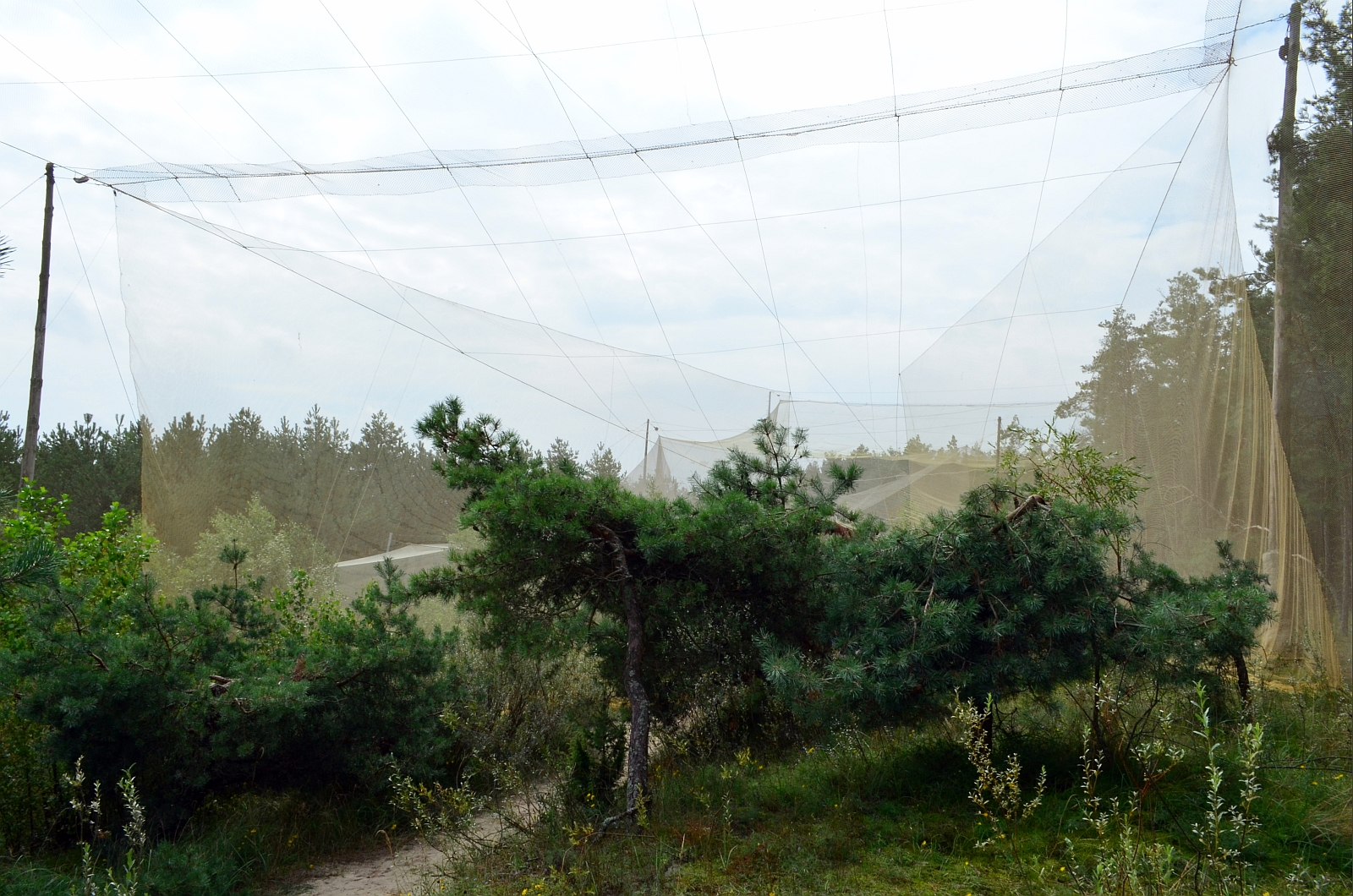
Ловушки станции